# Suzanne (film, 1980)
Pour les articles homonymes, voir Suzanne (film).
Pour plus de détails, voir Fiche technique et Distribution.
Suzanne est un film canadien réalisé par Robin Spry et sorti en 1980.

## Synopsis
À Montréal dans les années 1950, une jeune femme hésite entre deux hommes de caractères différents.

## Fiche technique
- Réalisation : Robin Spry
- Scénario : Robin Spry et Ronald Sutherland d'après son roman Snowlark
- Musique : François Cousineau
- Montage : Fima Noveck
- Lieu de tournage : Montréal, Québec
- Genre : Drame
- Durée : 103 minutes
- Date de sortie : 
  -  Canada - 9 septembre 1980 (Toronto Film Festival)

## Distribution
- Jennifer Dale : Suzanne McDonald
- Gabriel Arcand : Georges Laflamme
- Winston Rekert : Nicky Callaghan
- Ken Pogue : Andrew McDonald
- Michelle Rossignol : Yvette McDonald
- Marianne McIsaac : Kathy
- Gordon Thompson : Greg
- Gina Dick : Marilyn
- Michael Ironside : Jimmy
- Helen Hughes : Mrs. Callaghan
- Pierre Curzi : Pierre
- Yvan Ducharme : Eddy
- Aubert Pallascio : Détetective
- Manda Parent : la gardienne
- Marc Gélinas : le propriétaire du « Greasy Spoon »
- Jean Archambault : le serveur au « East End Club »
- Mireille Deyglun : infirmière

## Nominations et récompenses
- Nommé à six reprises lors de la 2e cérémonie des prix Génie
- Jennifer Dale nommée pour le Prix Génie de la meilleure actrice